# Valle de Viñales
El valle de Viñales es un valle en la provincia de Pinar del Río, en el sector occidental de Cuba. Se encuentra en la Sierra de los Órganos, en la parte más occidental de la Cordillera de Guaniguanico. La zona que comprende el valle y gran parte de la sierra que lo rodea en 1999 fue designada parque nacional de Cuba y en diciembre de ese mismo año fue declarado Patrimonio Natural de la Humanidad por la UNESCO.
El valle se encuentra en el municipio de Viñales, de la provincia de Pinar del Río, concretamente en el centro del municipio, situado a 178 km de La Habana y a 25 km de la ciudad de Pinar del Río.

## Características
En el parque nacional se destacan la Cueva del Indio, con su río subterráneo; el Mural de la Prehistoria, enclavado en una ladera del mogote Pita; el Palenque de los Cimarrones, el Rancho San Vicente y el fabuloso Mirador de Los Jazmines.
Existen formaciones montañosas, únicas en la isla, llamadas mogotes. Los mogotes son formaciones geomorfológicas que pueden tener gran altura. Los mogotes son similares a otros en China y la península de Malaca. 
En el valle existen otras elevaciones, tales como alturas de pizarras, las cuales están constituidas por una variedad de rocas de las más antiguas existentes a lo largo del país y del área caribeña.

### Mural de la Prehistoria

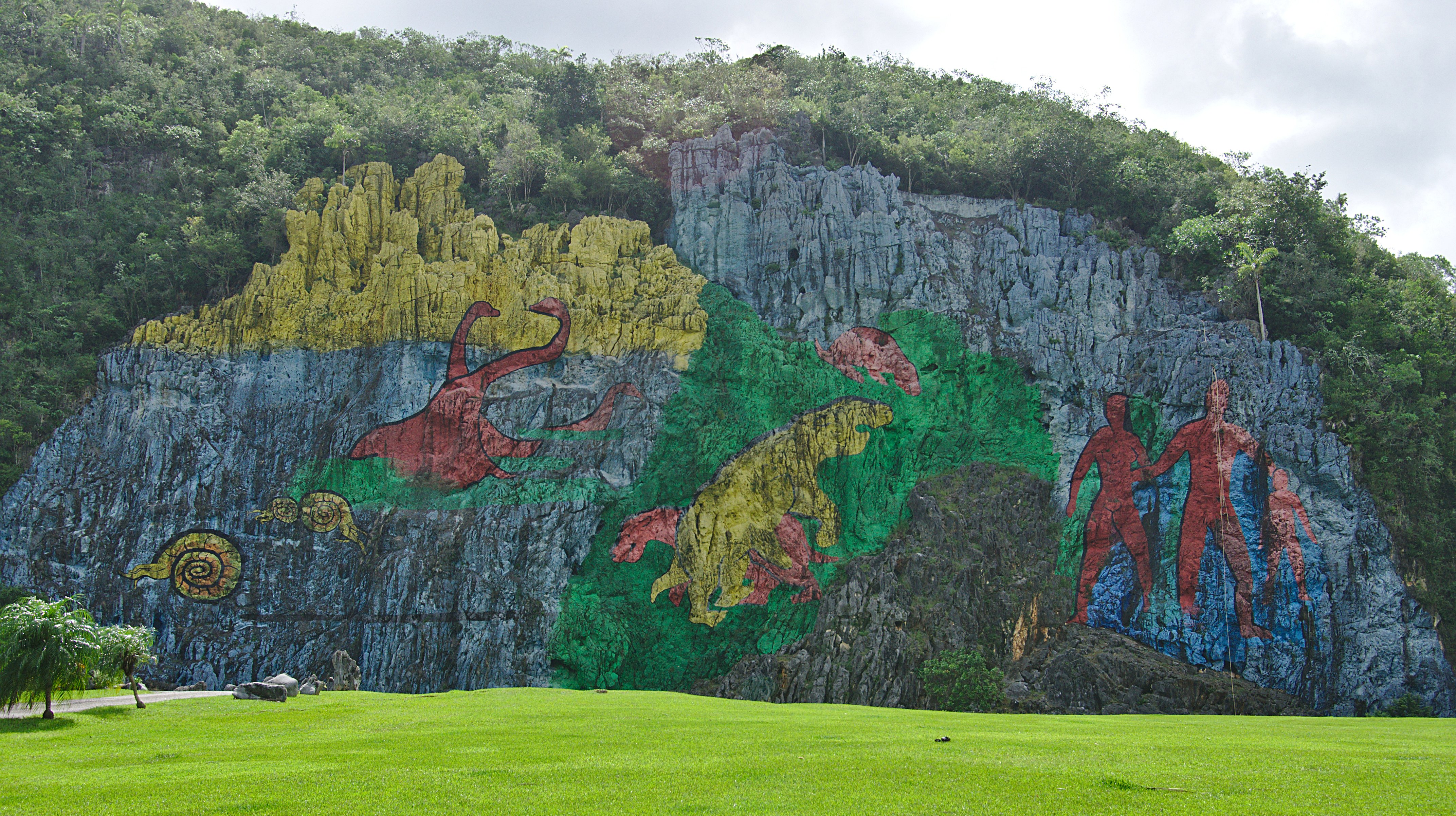
Mural de la Prehistoria.

En el valle de Dos Hermanas se encuentra el Mural de la Prehistoria, que está pintado sobre una de las elevaciones de piedra. Este mural muestra la evolución de la vida natural en la zona.
El Mural de la Prehistoria fue pintado sobre una pared de piedra natural, en el mogote llamado Pita. La roca fue lavada y se hicieron drenajes para proteger de la erosión que pudiera causar la lluvia. El mural de tipo monumental mide 120 m de alto x 160 m de longitud y su autor fue Leovigildo González Morillo, quien fuera Director de Cartografía de la Academia de Ciencias de Cuba.
En el mural se pueden ver, en doce piezas, el proceso evolutivo del hombre y de los animales en la Sierra de los Órganos, en sus distintas etapas. Así, en el mural están representados los indios guanahatabeyes, también especies de mamíferos, animales gigantescos, y algunos moluscos.
El mural es repintado cada cierto tiempo para su conservación.

### Cuevas
En el valle hay varias cuevas, algunas alcanzan 300 m de extensión, y por su interior corre un río subterráneo. Es una de las principales atracciones de Viñales, son muy significativas en cuanto a forma y originalidad. También está la denominada «La reina de las espeluncas», la Caverna de Santo Tomás, caracterizada y topografiada por el Dr. Antonio Núñez Jiménez, el cuarto descubridor de Cuba.  

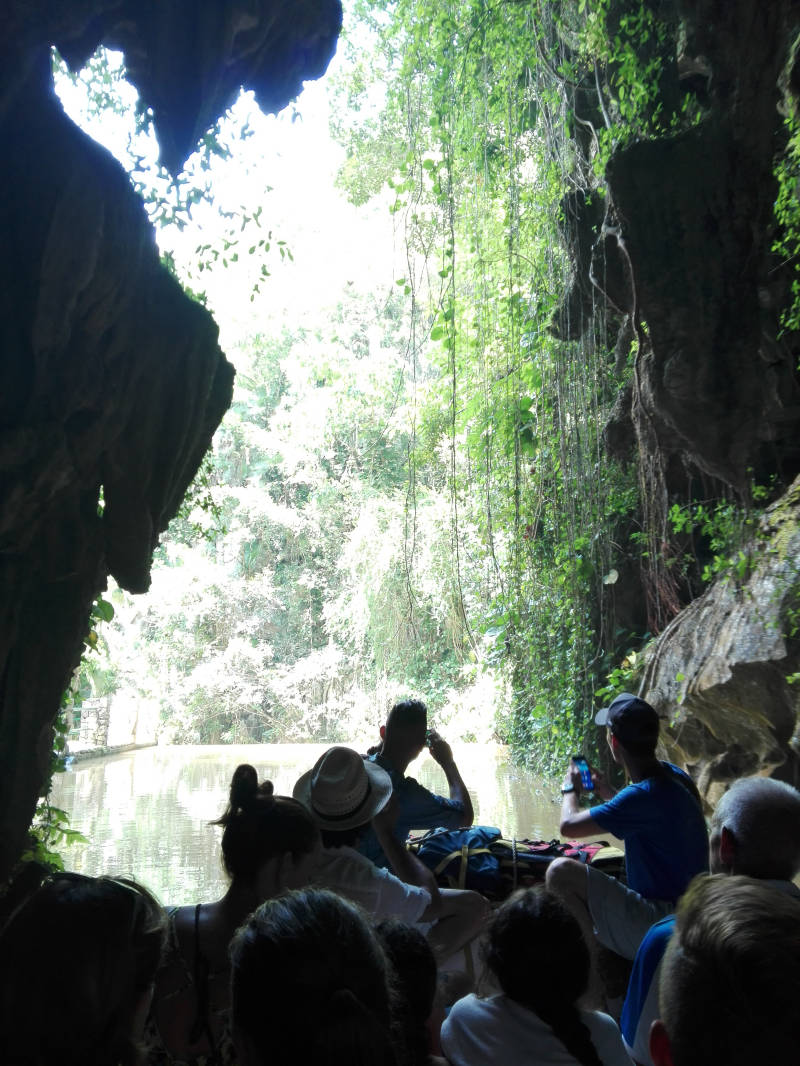
Contraluz de la Cueva del Indio
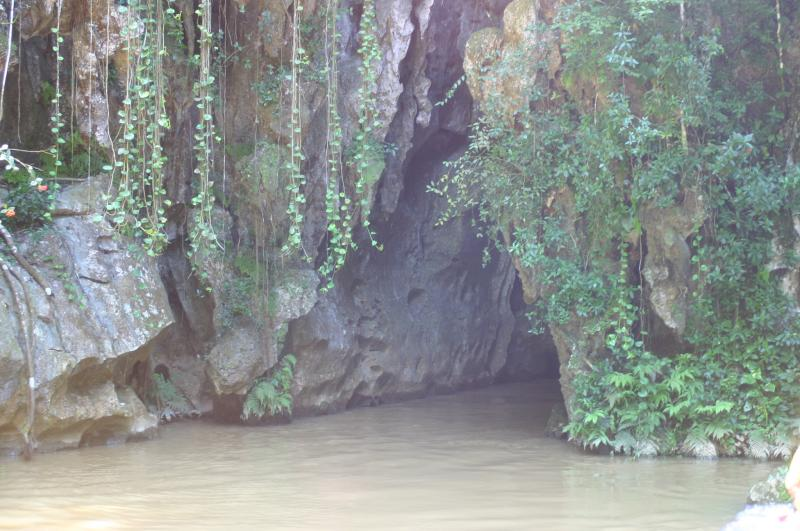
Salida del río de la Cueva del Indio

### Arqueología
En el Jurásico, este territorio estuvo compuesto por mar, deltas y llanuras del desaparecido continente, teniendo como elementos básicos de la geología local las piedras calizas. Se han encontrado abundantes fósiles de amonites, peces, así como restos del dinosaurio terrestre Diplodocus y del reptil marino Ichthyosaurus.

### Flora

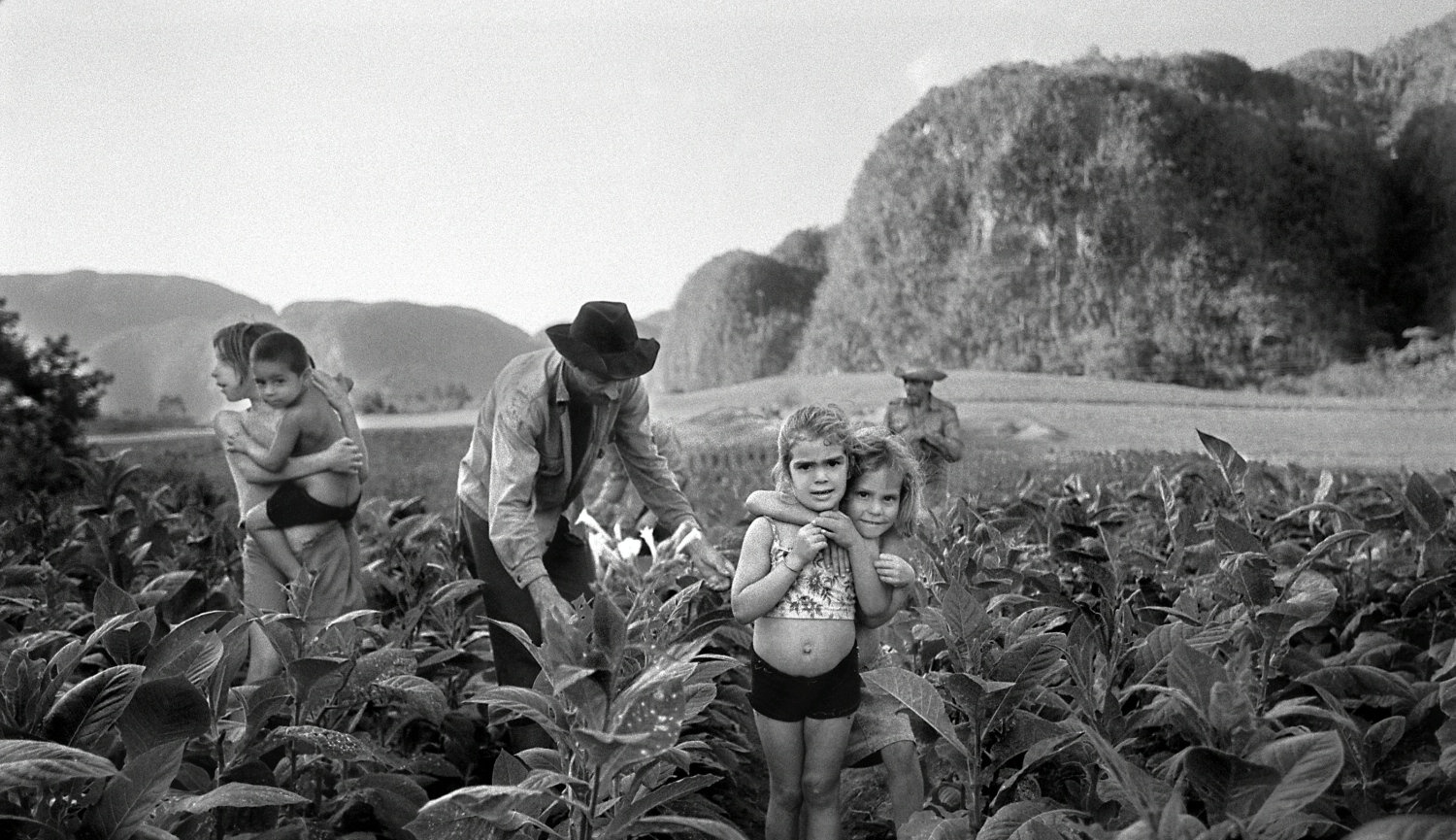
Manuel Rivera-Ortiz: "La cosecha del tabaco, Valle de Viñales, Cuba" 2002.

La flora presenta una evolución atípica, muy variada en términos de especies con características de reliquias del pasado. Se observa una diferenciación entre las plantas que se asientan sobre suelos de caliza y las que lo hacen sobre esquistos y pizarras.
Entre las especies endémicas que se desarrollan sobre esquistos y pizarras se cuentan Pinus Caribaea, Pinus Topicalis, Quercus Oloides ssp. Sagraeana, Hypericum Stiphellioide, Befaria Cubensis y Roigella Correifolia.
Existen en el valle alrededor de diecisiete especies botánicas endémicas que no se encuentran en otro lugar del mundo.

### Tours y excursiones
Existen gran diversidad de senderos que atraviesan el maravilloso valle, a través de los cuales se puede disfrutar de un entorno único de inigualable belleza, donde se puede observar la gran diversidad autóctona de la zona, campesinos arando sus tierras como antaño, y degustar de la mano de algún campesino el mejor tabaco y café de la región.
Se recomienda realizar los recorridos guiados, ya que es fácil perderse, de la mano de guías oficiales y profesionales, para garantizar calidad
de información en la excursión que se realice.